# La Gloire à tout prix
La Gloire à tout prix (titre original : Some Desperate Glory) est un roman de science-fiction écrit par Emily Tesh, paru en 2023 puis traduit en français et publié en 2024.
La Gloire à tout prix a obtenu le prix Hugo du meilleur roman 2024.

## Accueil critique
Lisa Tuttle a écrit dans le Guardian : « L’histoire, bien racontée, allie action palpitante et contenu plus réfléchi, abordant des sujets brûlants comme l’IA, le fascisme et les questions de genre, et a tout pour être primée. »
Une critique étoilée parue dans Publishers Weekly conclut : « Le thème politique de la rupture avec l’idéologie fasciste se marie à merveille avec une construction intelligente du monde de la science-fiction… et un passage à l’âge adulte queer. »
Dans le Washington Post, Charlie Jane Anders a écrit : « L’histoire mêle action palpitante et un cours hallucinant de métaphysique cosmique, qui ne cesse de modifier votre perception du sujet de ce livre. »
Leah von Essen de Booklist a comparé les thèmes entourant le personnage principal, Kyr, à ceux de la série télévisée She-Ra et les Princesses au pouvoir. À propos de Kyr, elle écrit : « Son évolution est ce qui alimente cette histoire expansive, au rythme bourré d'action, riche en combats palpitants et en rebondissements poignants. »
Pour Reactor, Maya Gittelman a qualifié le livre de « roman d'une maturité et d'une nuance impressionnantes, une boîte à énigmes époustouflante qui frappe fort et sans ménagement. »

## Éditions
- Some Desperate Glory, Tor Books, 11 avril 2023, 438 p.  (ISBN 978-1-250-83498-0)
- La Gloire à tout prix, Bragelonne, 10 janvier 2024, trad. Claude Mamier, 432 p.  (ISBN 979-10-281-1545-6)